# 7285 Зеґґевісс
7285 Зеґґевісс (7285 Seggewiss) — астероїд головного поясу, відкритий 2 березня 1990 року.
Тіссеранів параметр щодо Юпітера — 3,370.